# Desoxiuridina
La Desoxiuridina es un nucleósido. Su estructura es similar a la de la uridina, con la diferencia de que carece del grupo 2'-hidroxilo. 
Su fórmula química es C10H13N5O4.
Pertenece a una clase de compuestos conocidos como Pirimidina 2'-desoxirribonucleósidos y se parece mucho a la composición química de la uridina pero sin la presencia del grupo 2'hidroxilo. Idoxuridina y Trifluridina son variantes de desoxiuridina utilizadas como medicamentos antivirales. Son lo suficientemente similares como para incorporarse como parte de la replicación del ADN, pero poseen grupos laterales en el componente de uracilo (un grupo yodo y un grupo CF3, respectivamente), que evitan el emparejamiento de bases. Un uso conocido de dU es como precursor en la síntesis de Edoxudina.
Este compuesto existe en todos los organismos vivos y puede convertirse en parte del ADN en las células procariotas y células eucariotas a través de dos mecanismos. El primero es la eliminación de un grupo amino de la citosina para dar como resultado el uracilo y el segundo es la incorporación no intencional de pirimidina donde la timina pertenece al ADN, lo que resulta en dUMP.
La deficiencia de dUmp sintasa es un trastorno metabólico en humanos que involucra la desoxiuridina. La desoxiuridina puede ser un compuesto tóxico. También se ha encontrado fuera del cuerpo en varios alimentos, lo que lo convierte en un indicador útil para enfermedades a través del consumo de esos alimentos.